# Стрелци (Пловдивская область)
Стрелци (болг. Стрелци) — село в Болгарии. Находится в Пловдивской области, входит в общину Брезово. Население составляет 604 человека.

## Политическая ситуация
В местном кметстве Стрелци, в состав которого входит Стрелци, должность кмета (старосты) исполняет Марин Колев Маринов (независимый) по результатам выборов правления кметства.
Кмет (мэр) общины Брезово — Стоян Генчев Минчев (коалиция партий: Союз демократических сил, Болгарская социал-демократия, ВМРО — Болгарское национальное движение, Болгарский земледельческий народный союз, Земледельческий народный союз, Национальное движение за права и свободы) по результатам выборов.